# Weteran

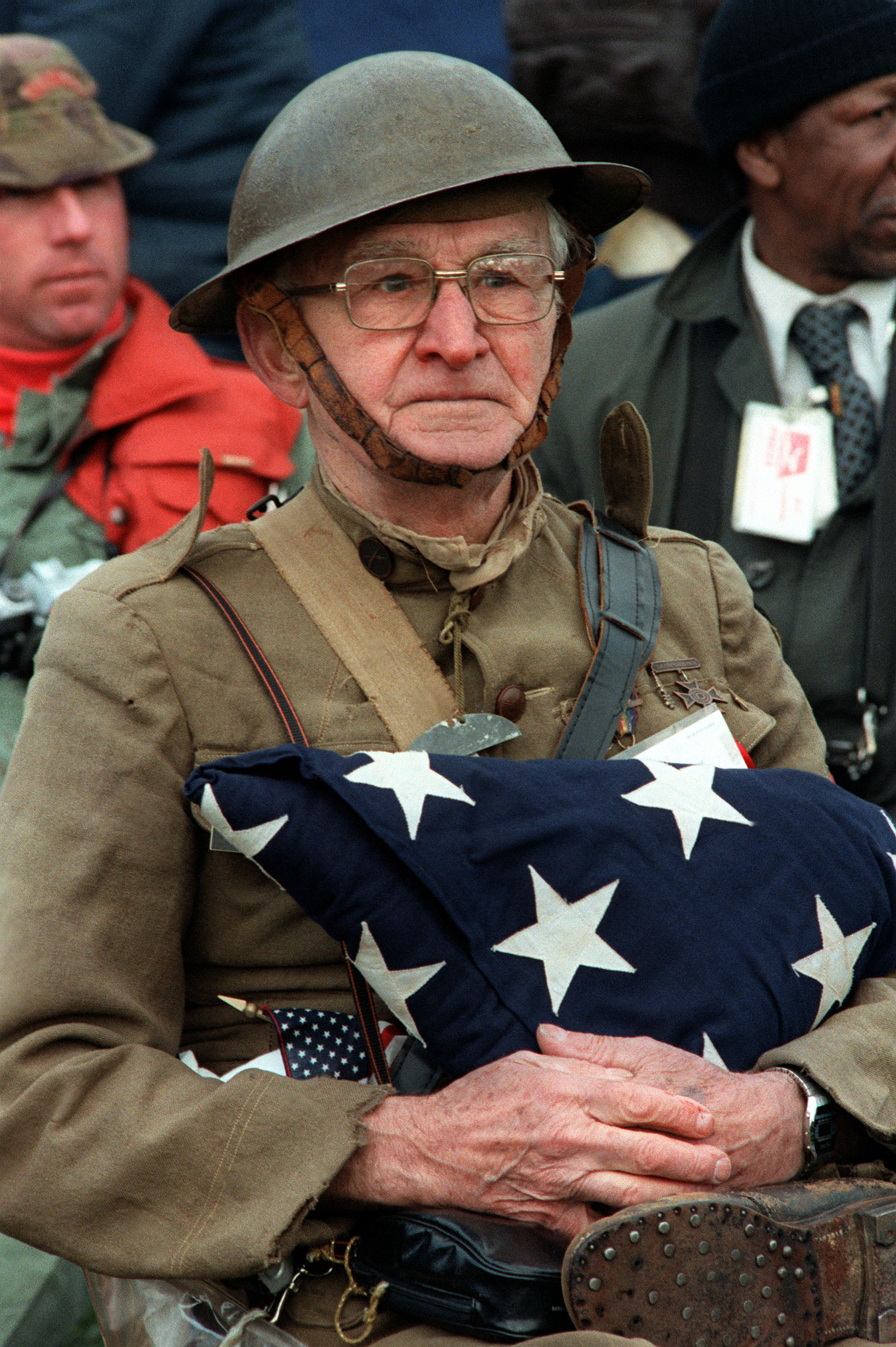
Weteran

Ten artykuł należy dopracować:

przedstawiono sytuację tylko z polskiej perspektywy – artykuł powinien być przekrojowy.
Pomóż go poprawić. Na stronie dyskusji mogą znajdywać się pomocne komentarze.
Weteran (łac. veteranus) – doświadczony żołnierz, uczestnik minionej kampanii, wojny, powstania. Określenie to odnosi się zarówno do żołnierzy pełniących czynną służbę wojskową, jak i do osób, które już ją zakończyły.
Pojęcie „weterana” wywodzi się ze starożytnego Rzymu, gdzie określano w ten sposób legionistów zwolnionych ze służby w armii. Weterani jako odprawę otrzymywali pieniądze bądź nadawano im ziemię. Najczęściej osiedlali się w pobliżu macierzystej jednostki (legionu), odgrywając istotną rolę w romanizacji prowincji.

## Weterani w Polsce

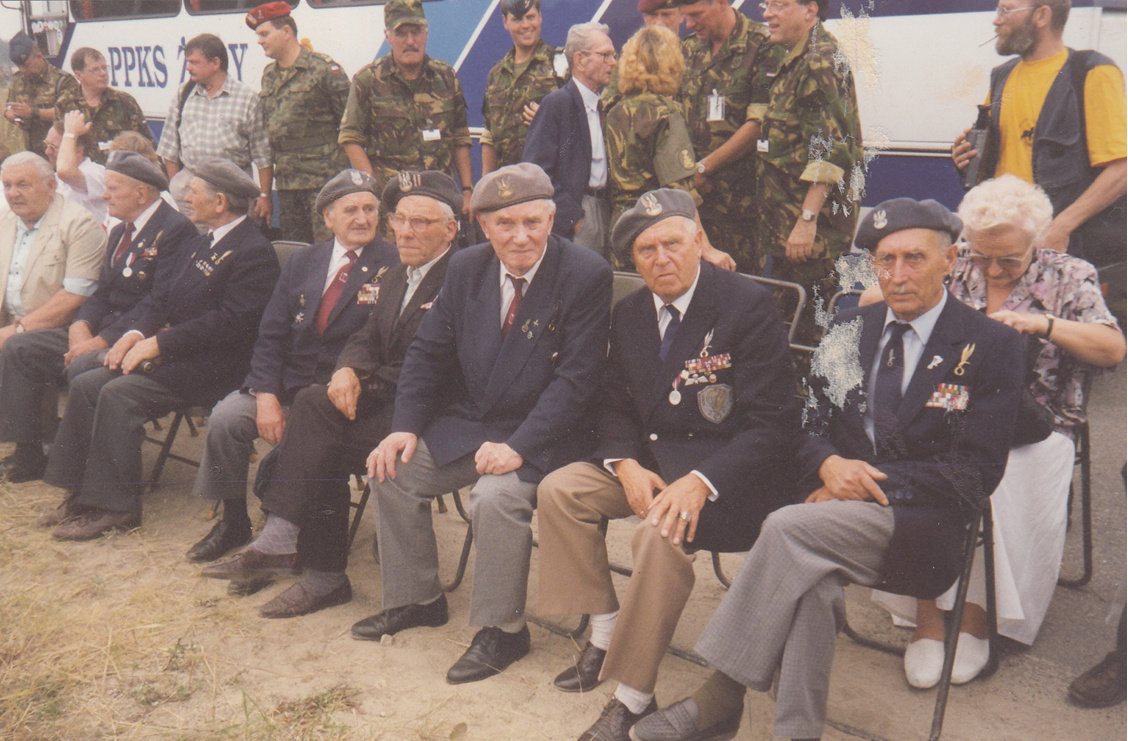
Weterani 1 Samodzielnej Brygady Spadochronowej

### Po 1918 roku
W okresie II Rzeczypospolitej słowo weterani odnosiło się przede wszystkim do uczestników powstania listopadowego 1831, Wiosny Ludów 1848 i powstania styczniowego 1863, którym przyznano honorowe stopnie podporuczników Wojska Polskiego i dożywotnią pensję.
Po odzyskaniu niepodległości, polscy weterani z okresu I wojny światowej tworzyli zalążki Wojska Polskiego. Status weterana otrzymali także powstańcy z lat 1918–1922 oraz żołnierze z okresu wojny polsko-bolszewickiej.

### Po 1945 roku
Weterani polscy od zakończenia II wojny światowej do roku 1990 byli rozliczani ze swojej działalności wojskowej – początkowo przez Główny Zarząd Bezpieczeństwa Państwowego, Smiersz, a następnie przez Główny Zarząd Informacji i Urząd Bezpieczeństwa. Uczestników walk II wojny światowej i komunistycznych żołnierzy, partyzantów wojny polsko-bolszewickiej oraz hiszpańskiej wojny domowej w okresie trwania Układu Warszawskiego nazywano, i nazywa się, kombatantami. Komunistyczni bojownicy zrzeszali się w organizacji kombatanckiej ZBoWiD.
Od lat 50. XX wieku polskie siły zbrojne (PRL i RP) biorą udział w misjach pokojowych ONZ, operacjach pokojowych OTP, UE. Za swą służbę żołnierze nie uzyskiwali statusu kombatanta (ani weterana); taki stan trwał do 2012 roku.

### Po 2012 roku
Z dniem 30 marca 2012 weszła w życie Ustawa o weteranach działań poza granicami państwa z dnia 19 sierpnia 2011 r., która wprowadza dwa statusy: weteran i weteran poszkodowany.
Po wprowadzeniu ustawy, weteranem w ujęciu polskiego prawa określa się żołnierza biorącego udział w operacjach poza granicami państwa. W Polsce weteranem może zostać żołnierz lub funkcjonariusz, który pełnił służbę poza granicami kraju nie krócej niż sześćdziesiąt dni. Każdy żołnierz i funkcjonariusz, który spełnia kryteria, może się ubiegać o przyznanie statusu.
Dzień 29 maja ustanowiono jako Dzień Weterana Działań poza Granicami Państwa.